# جورج هنتر (لاعب دوري الرغبي)
جورج هنتر (بالإنجليزية: George Hunter)‏ هو لاعب دوري الرغبي أسترالي، ولد في 1928، وتوفي في 2009.